# حمادی (بومرداس)
حمادی (به عربی: حمادی) یک شهرداری در الجزایر است که در استان بومرداس واقع شده‌است. حمادی ۲۷٬۹۷۲ نفر جمعیت دارد.